# راند هیل، فردریک، ویرجینیا
راند هیل (به انگلیسی: Round Hill) یک منطقهٔ مسکونی در ایالات متحده آمریکا است که در شهرستان فردریک، ویرجینیا واقع شده‌است.